# Cassina de' Pecchi
Cassina de' Pecchi is een gemeente in de Italiaanse metropolitane stad Milaan (regio Lombardije) en telt 12.364 inwoners (31-12-2004). De oppervlakte bedraagt 7,6 km², de bevolkingsdichtheid is 1761 inwoners per km².
De volgende frazioni maken deel uit van de gemeente: Sant'Agata di Martesana.

## Demografie
Cassina de' Pecchi telt ongeveer 4805 huishoudens. Het aantal inwoners daalde in de periode 1991-2001 met 4,3% volgens cijfers uit de tienjaarlijkse volkstellingen van ISTAT.
| Jaar | Inwoneraantal |
| ---- | ------------- |
| 1991 | 12.881        |
| 2001 | 12.326        |

## Geografie
De gemeente ligt op ongeveer 130 m boven zeeniveau.
Cassina de' Pecchi grenst aan de volgende gemeenten: Gorgonzola, Bussero, Cernusco sul Naviglio, Melzo, Vignate.